# Dzsingú japán császárnő
Dzsingú császárné (神功皇后; Hepburn: Jingū-kōgō), másik elnevezése szerint Dzsingú császárnő (神功天皇; Hepburn: Jingū-tennō) 201-től uralkodó japán császárnő. Csúai császár hitvese volt, majd férje 201-ben bekövetkezett halálától fia, Ódzsin császár 269-es trónra lépéséig uralkodott. A Meidzsi-korig Dzsingút tartották a 15. japán tennónak, a császári hagyomány sorrendje szerint (innen ered az elnevezés: Dzsingú tennō 神功天皇); de a történelmi feljegyzések újraértékelése azt okozta, hogy a nevét el kellett távolítani a listáról, és a helyére a fia, Ódzsin császár került, akire 15. uralkodóként tekintenek ma.

## Legendája
Semmilyen adat nem tudja bizonyítani ennek a történelmi figurának az életét vagy uralkodásának dátumát. Dzsingút a történészek „legendás” személyként tartják számon, mert nem áll rendelkezésre további forrás, az ellenőrzésére és tanulmányozására. Trónra lépése előtt állítólag Okinagatarasi-himének (息長帯比売) hívták.

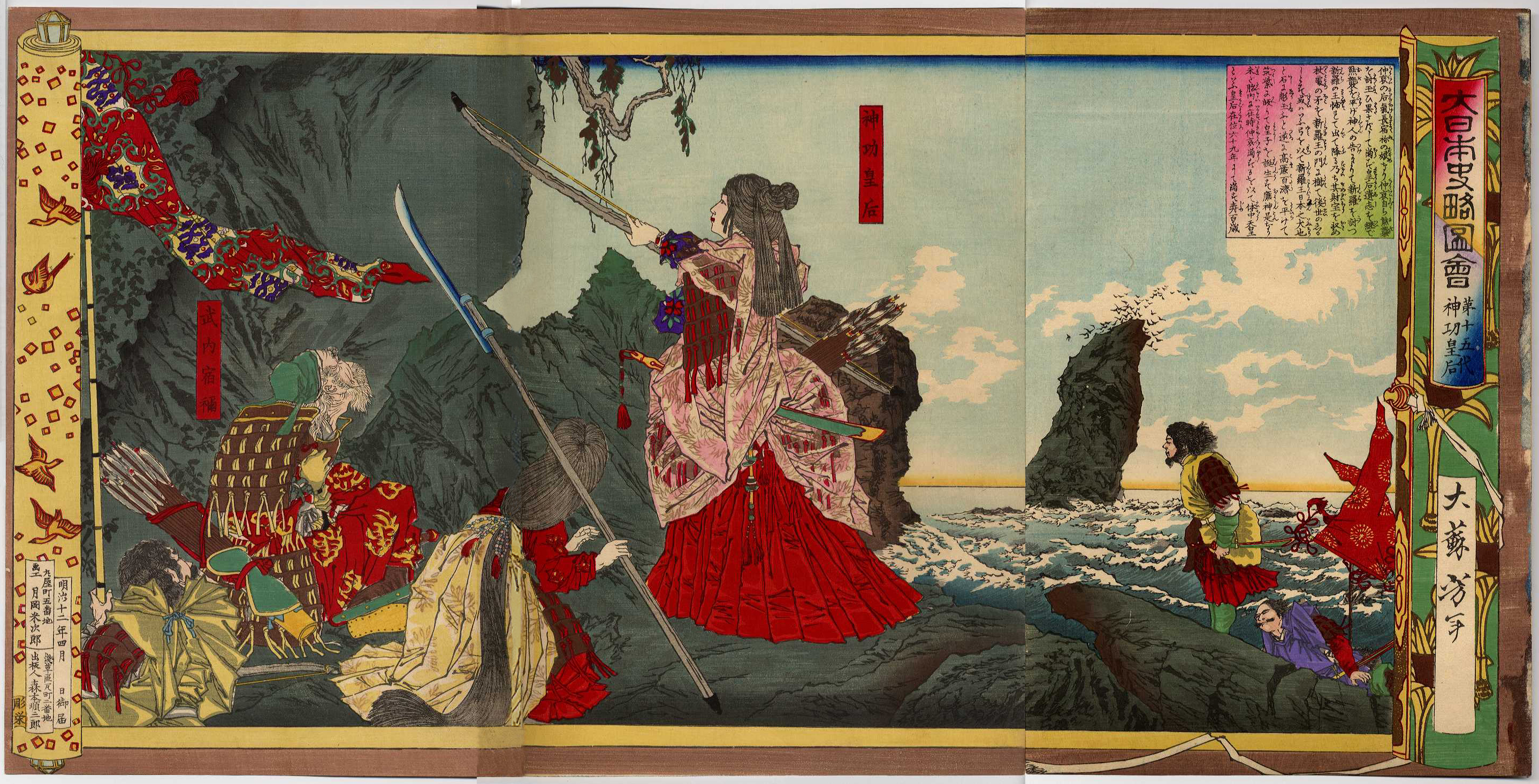
Dzsingú császárnő, fametszet, Cukioka Jositosi (1880)

Bár a végső nyughelye a legendás kormányzónak/uralkodónak továbbra is ismeretlen, Dzsingú hivatalosan kijelölt miszaszagija vagy sírja ma is látogatható a Narában levő Miszaszagi-csó nevű helyen. Ez egy kofun-típusú császári sír, amelyre jellemző a vízzel töltött árokkal körbevett kulcslyuk formájú sziget.
Kitabatake Csikafusza (1293–1354) és Arai Hakuszeki (1657–1725) azt állította, hogy ő tulajdonképpen Himikó, a harmadik század sámán királynője volt Jamataitokunak, és mivel Himikó egy történelmi személy volt, bele kellett foglalnia a Nihon Soki szerzőjének a császári család tagjai közé. A tudósok között Naitó Toradzsiró rögzítette, hogy ő a Jamatohime-no-mikoto, miközben Higo Kazuo (ja) állítja, hogy ő Jamato-totohimomoszo-hime (ja).
1878-ban Dzsingú császárnő az első nő lett, akit japán papírpénzen, egy 1 jenes államjegyen (Dai Nippon Teikoku Szeifu Sihei) ábrázoltak. Mindamellett, mivel semmilyen aktuális kép nem létezik a legendás személyről, a császárnő művészien való ábrázolása teljes mértékben feltevésen alapul. A képe Edoardo Chiossone munkája.

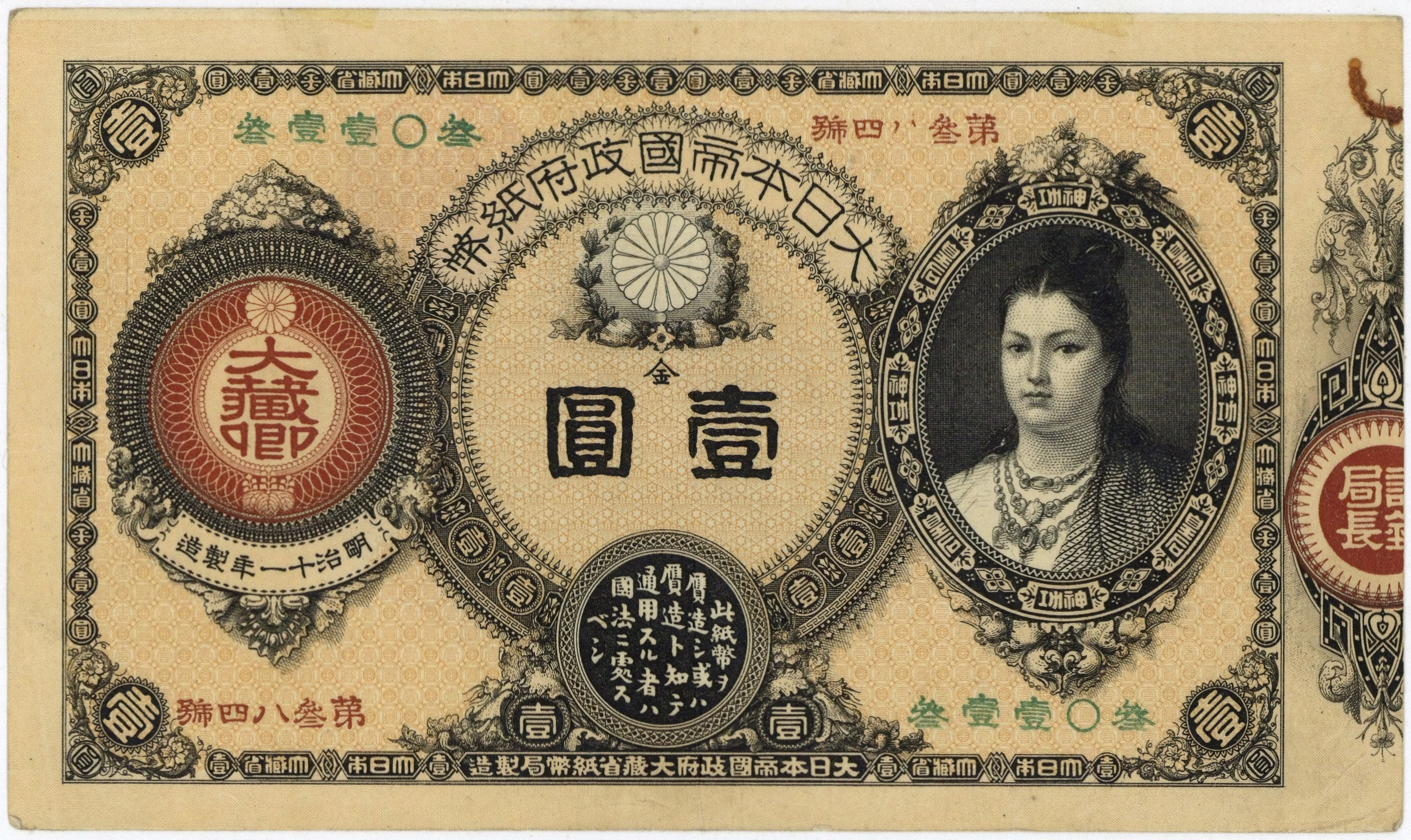
1878-as 1 jenes államjegy (Dai Nippon Teikoku Szeifu Sihei - Nagy Japán Birodalmi Kormány) Dzsingú császárnő arcképével (1881)

A császári udvart hivatalos mauzóleummá jelölték ki Szaki no Tatanami no ike no e no Miszaszagi nevű helyen, Nara városában, ami régebben Jamato tartomány volt.
Dzsingú legendáján kívül nyolc császárnő uralkodott még és az ő örököseik a legtöbbször az uralkodói vérvonalt továbbvivő férfiai közül lettek választva. Emiatt gyakran a konzervatív tudósok érvelnek amellett, hogy a nők uralkodása csak ideiglenes és hogy kizárólag férfi-utódlású uralkodói hagyományt kell követni a XXI. században. Genmei császárnő lánya, Gensó császárnő maradt az egyedüli nő a hagyományos vitában, aki utána következett a trónon.

### Vita
A Nihonsoki szerint egy sereget vezetett a koreai invázió alatt és győzedelmesen visszatért Japánba három év után. Azonban az ő uralkodásáról Koreában sehol nincs bizonyíték. Az ő fia, Ódzsin az ő visszatérése után született. A legenda szerint állítólag a fia megfogant, de nem született meg amikor Csúai meghalt. Azután a három év után született meg a fiú. Mindegyik periódus, ami kevesebb volt mint kilenc hónap, három „évet” (bizonyos hónapokat) tartalmazott, például a három aratás vagy a férjének a kiléte inkább csak mitikus és szimbolikus volt, mint igaz.

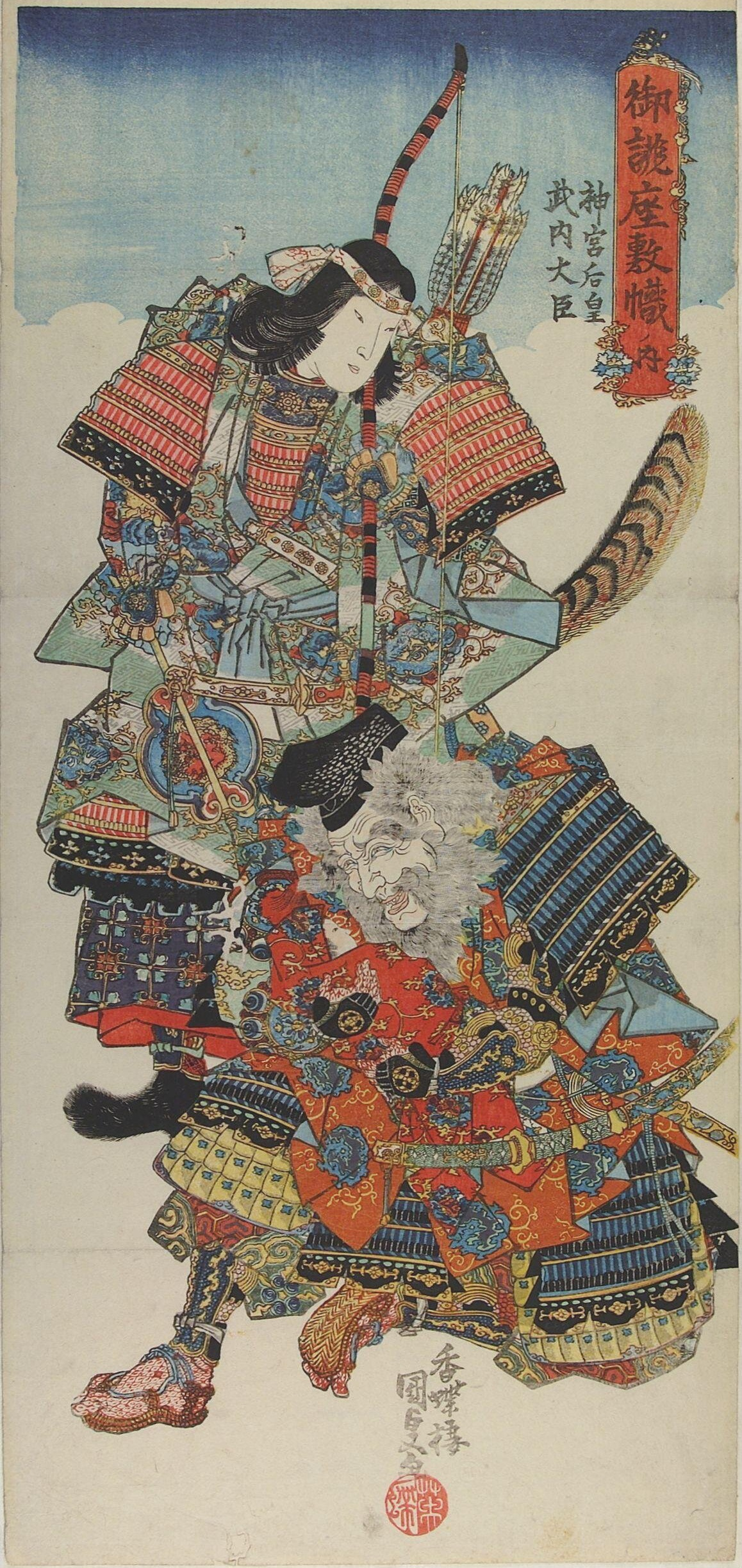
Dzsingú császárnő és az ő minisztere, Takeucsi, fametszet, Utagava Kuniszada

Néhányan úgy hiszik, hogy Dzsingú hódítása csak a Gwanggaeto Sírkövön alakpszik. De Dzsingúnak a Koreiai-félszigeten véghezvitt inváziójának a legendája megjelenik az ősi japán krónikákban. A 680-ban írt Kodzsikiben és a 720-ban írt Nihonsokiban. Ráadásul a Nihonsokiban bele van foglalva, hogy Dzsingú apja a Kaika császár unokája és az anyja a Katsuragi nemzetségből származik(ja).
Néhányan azt állítják, hogy a karaktereket módosították és a japán jelenlét kiegészítette azokkal a Gwanggaeto Sírkövet. Ma japán és néhány kínai tudós kétségbe vonja a szándékosan megrongált sírkőről született elméletet a róla született tanulmányban és az elő–Szakó és a mésszel átalakított és rongált átiratokat. A japánok katonai tevékenységekkel, amiket végül Gwanggaeto legyőzött, elfoglalták a fél domborműves sírkövet. A sírkő értelmezését még mindig vitatják, mert a sírkő megrongálódott és a hiányzó darabok lehetetlenné teszik a fordítást. A japánok félreértelmezték a Gwanggaeto Sírkő feliratát a „From Paekchae Korea to the Origin of Yamato Japan” című könyv szerint. A sírkő fizetség volt a koreai királynak, de a pontozás hiányossága miatt az írást négyféleképpen lehet fordítani; ugyanezt a sírkövet le lehet úgy is fordítani a mondatban másféleképpen elhelyezett pontozás szerint, hogy Korea átkelt a tengeren és leigázta Japánt.
A kínai Szung su-t a kínai történész, Shen Yue (441–513) írta és lejegyezte benne a japánok Koreai-félszigeten való tartózkodását. Mindazonáltal a Liu Szung dinasztia, Dél-Kínának az ősi idők dinasztiája, csak kis kapcsolattal bírt Északkelet-Ázsiával. A legtöbb történész Japánban, Koreában és máshol is azt hitték, hogy ezt a dinasztiát egyként kell kezeni Pekcsével, Sillával, és a Japánban levő Jamatóval, mert egy és ugyanaz. Elég valószínűtlen, hogy ezt a hibát elkövették a Sui dinasztiát és a Goguryeot illetően, mert ők akkor jelentős hatalommal bírtak.
A kínai könyv a Sui dinasztiaról azt írja, hogy Japán katonai támogatást nyújtott Baekjenek és Sillanak.
A Szamguk Szagi („A három királyság krónikája”) szerint, ami 1145-ben íródott, Asin király elküldte az ő fiát, Dzseondzsit 397-ben túszként. Silla királya, Silseong elküldte az ő saját fiát 402-ben. Mindkettő kísérlet volt, hogy biztosítsák a katonai támogatást Jamató részéről, így a két nemzet csak kérelemmel tudott kampányokat folytatni. Tovább bonyolította a kapcsolatot a japán uralkodó és Korea között a Nihonsoki szerint, hogy a koreai herceg, Amenohiboko Japánba érkezett, és and Tadzsimamori nagyapja lett. Azt, hogy a koreaiak küldtek-e túszokat vagy rokonokat családi kapocsként Koreába, azt vitatják.

## Fordítás
Ez a szócikk részben vagy egészben a Empress Jingū című angol Wikipédia-szócikk ezen változatának fordításán alapul.  Az eredeti cikk szerkesztőit annak laptörténete sorolja fel. Ez a jelzés csupán a megfogalmazás eredetét és a szerzői jogokat jelzi, nem szolgál a cikkben szereplő információk forrásmegjelöléseként.